# L'Hôpital-le-Mercier
L'Hôpital-le-Mercier é uma comuna francesa na região administrativa de Borgonha-Franco-Condado, no departamento Saône-et-Loire. Estende-se por uma área de 16,11 km². Em 2010 a comuna tinha 311 habitantes (densidade: 19,3 hab./km²).